# Heather Mitts
Heather Mitts (n. 9 iunie 1978, Cincinnati, Ohio, SUA) este o fotbalistă ce a reprezentat Statele Unite ale Americii, medaliată olimpică. A participat la 3 ediții ale Jocurilor Olimpice (2004, 2008, 2012) în care a câștigat 3 medalii de aur.